# لومان 16

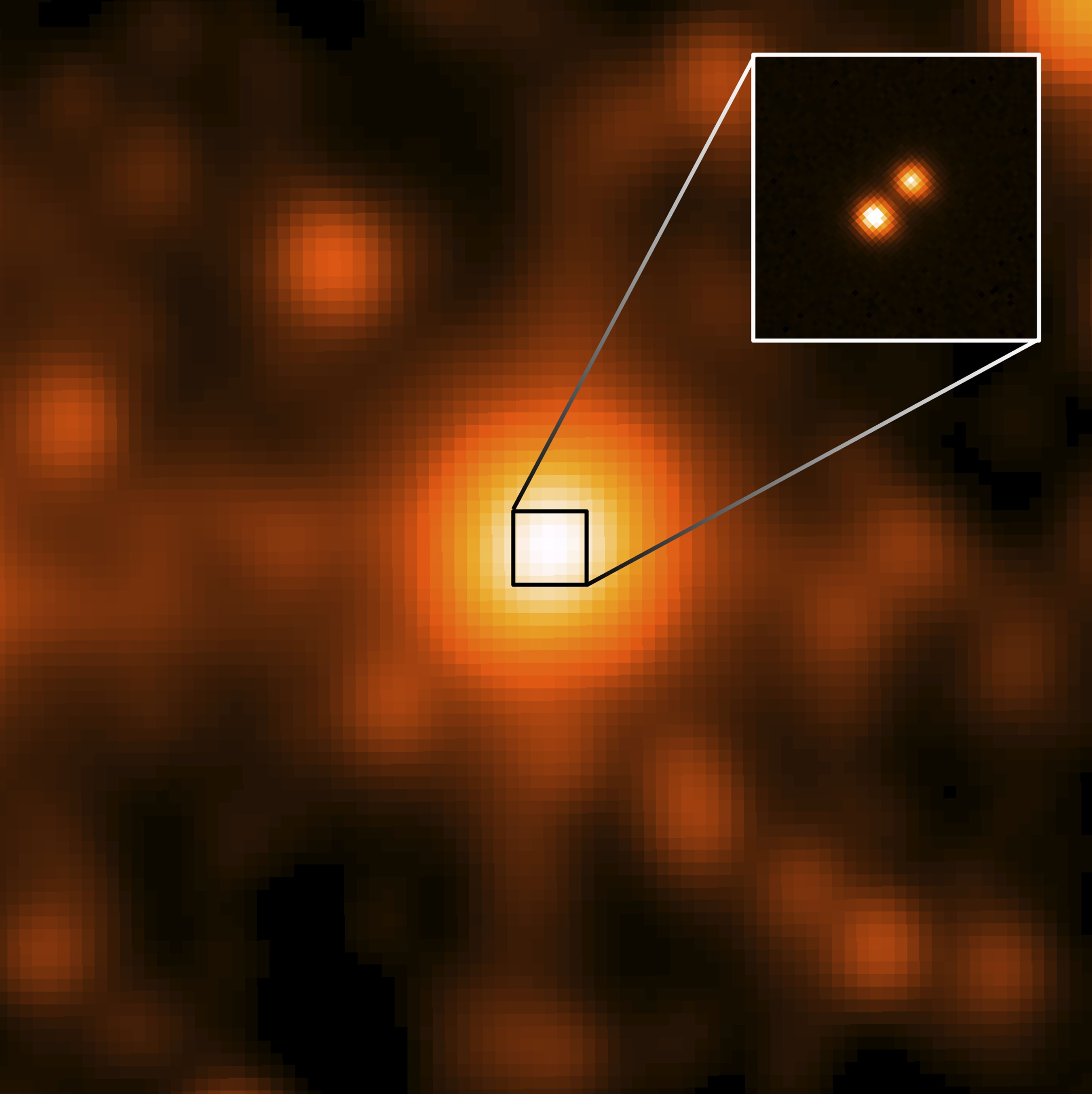
لومان 16

لومان 16 هو نظام قزم بني  نجمي مزدوج في كوكبة الشراع الجنوبية يبعد مسافة 6.5 سنة ضوئية (2.0 فرسخ فلكي) عن الشمس. يضم أقرب الأقزام البنية المعروفة منذ قياس الحركة الخاصة لنجم السهم في عام 1916، وثالث أقرب نظام نجمي من الشمس (بعد نظام ألفا القنطور ونجم السهم). النجم الأساسي هو من النوع الطيفي 7.5L والثانوي من النوع T0.5±1. تبلغ كتلة نجمَي لومان إيه وبي 33.5 و28.6 ضعف كتلة كوكب المشتري، على التوالي، ويُقدر عمرهما ما بين 600 و800 مليون سنة. يدور النجمان حول بعضهما على بعد 3.5 وحدة فلكية مع فترة مدارية تقارب 27 عامًا.

## الاكتشاف
اكتشف كيفن لوهمان هذين القزمين البنيين، وهو عالم فلك من جامعة ولاية بنسلفانيا وباحث في مركز ولاية بنسلفانيا للكواكب الخارجية والعوالم الصالحة للحياة، من خلال الصور التي التقطها مستكشف الأشعة تحت الحمراء عريض المجال (وايز) الذي يدور حول الأرض، وهو تلسكوب فضائي تابع لناسا بقطر 40 سم (16 بوصة) يعمل على كشف الأشعة تحت الحمراء، وهي مهمة استمرت من ديسمبر 2009 إلى فبراير 2011؛ التُقطت صور الاكتشاف بين يناير 2010 ويناير 2011، وأُعلن عن الاكتشاف في عام 2013 (كان النجمان هما الجرمان الوحيدان اللذان أُعلن عنهما في ورقة الاكتشاف). اكتُشف النظام النجمي من خلال مقارنة صور وايز في حقب مختلفة للكشف عن الأجرام ذات الحركات الخاصة العالية.
يظهر نجم لومان 16 في السماء بالقرب من المستوى المجري، المكتظ بالنجوم؛ إذ جعلت مصادر الضوء الوافرة اكتشاف الأجرام الخافتة أمرًا صعبًا. هذا ما يفسر عدم اكتشاف هذا الجرم القريب جدًا من الشمس في عمليات البحث السابقة.

### اكتشاف العضو الثاني
اكتشف لومان المكون الثاني للنظام أيضًا في عام 2013، وأُعلن عنه في نفس المقالة مثل النجم الرئيسي. التُقطت صورة الاكتشاف في ليلة 23 فبراير 2013 باستخدام مقياس جيميني الطيفي
متعدد الأجسام الموجود في تليسكوب جيميني الجنوبي في تشيلي. حُلت مكونات النظام بمسافة زاوية قدرها 1.5 ثانية قوسية، وتمثل المسافة المتوقعة الفاصلة بين النجمين البالغة 3 وحدات فلكية، وفرقًا في القدر الظاهري يساوي 0.45.

## القياسات الفلكية

### الموقع في السماء
يقع لومان 16 في نصف الكرة السماوية الجنوبي في كوكبة الشراع. حتى يوليو 2015، يعد مكوناه أقرب الأجرام السماوية المعروفة في هذا الكوكب خارج المجموعة الشمسية. إحداثياته السماوية هي: المطلع المستقيم = 10 ساعات و49 دقيقة و18.723 ثانية، الميل = -53 درجة و19 دقيقة قوسية و09.86 ثانية قوسية.

### المسافة
يبلغ مقدار التزيح المثلثاتي للومان 16، كما نشره زالمان ولازورينكو (2015)، 0.500 51 ± 0.000 11 ثانية قوسية، التي تمثل مسافة 6.5166 ± 0.0013  سنة ضوئية (1.998 ± 0.0004 فرسخ فلكي).

### القرب من ألفا القنطور
لومان 16 هو أقرب نظام معروف، سواء كان نجميًا أو قزمًا بنيًا، إلى ألفا القنطور، إذ يقع على بعد 3.577 سنة ضوئية (1.097 فرسخ فلكي) من ألفا القنطور إيه بي، و3.520 سنة ضوئية (1.079 فرسخ فلكي) من قنطور الأقرب. وذلك نظرًا لوجود كلا النظامين في كوكبات مجاورة، في نفس الجزء من السماء كما يظهر من الأرض، لكن لومان 16 بعيد قليلًا. قبل اكتشاف لومان 16، كان النظام الشمسي أقرب نظام معروف لألفا القنطور.
لومان 16 أقرب إلى قنطور الأقرب من ألفا القنطور إيه بي، تمامًا مثل الأرض، على الرغم من أن لومان 16 أبعد عن الأرض من نظام قنطور الأقرب. يرجع ذلك إلى حقيقة أن لومان 16 يتمتع بمسافة زاوية أصغر تفصله عن قنطور الأقرب مقارنة مع ألفا القنطور إيه بي في سماء الأرض، وهذا يساهم بشكل أكبر في فرق المسافة بين لومان 16 وقنطور الأقرب مقارنة مع فارق المسافة بينهما وبين الأرض.

### الحركة الخاصة
الحركة الصحيحة للومان 16 كما نشرها غارسيا وآخرون (2017) هي 2.79 ثانية قوسية/سنة، والتي تُعد كبيرة نسبيًا بسبب قرب لومان 16.

### السرعة الشعاعية
السرعة الشعاعية للومان 16 إيه هي 23.1 ± 1.1 كم/ثانية، والسرعة الشعاعية للومان 16 بي هي 19.5 ± 1.2 كم/ثانية. نظرًا لأن قيم السرعة الشعاعية موجبة، فإن النظام يتحرك حاليًا مبتعدًا عن النظام الشمسي.
بافتراض هذه القيم للمكونين، ونسبة كتلة تساوي 0.78 وفقًا لزالمان ولازورينكو (2015)، تبلغ سرعة المرجح الشعاعية نحو 21.5 كم/ثانية (13.4 ميل/ ثانية). هذا يعني أن نظام لومان 16 قد مر بجانب النظام الشمسي قبل نحو 36000 عام على بعد مسافة لا تقل عن 5.05 سنة ضوئية (1.55 فرسخ فلكي).

## البحث عن الكواكب
في ديسمبر 2013، أُبلغ عن حدوث اضطرابات في الحركات المدارية في النظام، ما يقترح وجود جسم ثالث فيه. كانت الفترة المدارية لهذا الرفيق المحتمل بضعة أشهر، ما يشير إلى دورانه في مدار حول أحد القزمين البنيين. يجب أن تكون كتلة أي رفيق محتمل أقل من حد كتلة الأقزام البنية، نتيجة إمكانية كشفه بالتصوير المباشر إذا لم يكن كذلك. قدر العلماء احتمال التأكيد الكاذب بنسبة 0.002%، على افتراض عدم حدوث خطأ في القياسات. إذا أٌكد ذلك، فسيكون هذا أول كوكب خارجي يكتشف فلكيًا. يقدر العلماء أن الكوكب يتمتع على الأرجح بكتلة تتراوح بين أضعاف قليلة و30 ضعف كتلة المشتري، على الرغم من أنهم ذكروا أن كوكبًا أكثر ضخامة سيكون أكثر سطوعًا وبالتالي سيؤثر على «مركز التصوير» أو الموقع المقاس للنجم. هذا من شأنه أن يجعل قياس الحركة الفلكية للكواكب الخارجية حولها أمرًا صعبًا.
استبعدت المراقبة الفلكية اللاحقة للومان 16 باستخدام التلسكوب الكبير جدًا وجود أي جرم ثالث بكتلة أكبر من ضعفي كتلة المشتري يدور حول أحد القزمين البنيين خلال فترة مدارية تتراوح بين 20 و300 يوم. لا يحتوي لومان 16 على أي كواكب عملاقة قريبة.
أكدت عمليات الرصد باستخدام تلسكوب هابل الفضائي بين عامي 2014 و2016 عدم وجود أي أقزام بنية إضافية في النظام. بالإضافة إلى ذلك، استُبعد وجود أي جرم بكتلة مشابهة لكتلة نبتون ذي فترة مدارية تتراوح بين عام وعامين. هذا يجعل وجود الكوكب الخارجي المقترح سابقًا أمرًا مستبعدًا للغاية.

## الغلاف الجوي
وجدت دراسة قام بها غيلن وآخرون (2013) أن لومان 16 يتمتع بإضاءة سطحية غير متجانسة أثناء دورانه. في 5 مايو 2013، استخدم كروسفيلد وآخرون (2014) التليسكوب الكبير جدًا التابع للمرصد الأوروبي الجنوبي لرصد نظام لومان 16 مباشرةً لمدة خمس ساعات، أي ما يعادل فترة دورة كاملة للومان 16 بي. أكدت أبحاثهم ما رصده غيلن وآخرون، فقد عثروا على منطقة كبيرة داكنة على خطوط العرض الوسطى، ومنطقة ساطعة بالقرب من القطب العلوي، وإضاءة مرقطة في أماكن أخرى. وقد اقترحوا أن هذه الإضاءة المتغيرة تشير إلى وجود «غيوم عالمية غير منتظمة»، إذ تمثل المناطق الداكنة غيومًا كثيفة، في حين تمثل المناطق الأكثر سطوعًا ثقوبًا في طبقات السحب تسمح بالضوء بالنفاد من الداخل. حدد غيلن وآخرون أن أنماط الإضاءة للومان 16 تتغير بسرعة بشكل يومي.
على الرغم من أن لومان 16 إيه قد رصد أيضًا بنفس طريقة رصد لومان 16 بي، لم يُرصد وجود تباين مماثل في الإضاءة.

## نشاط الأشعة الراديوية والسينية
في دراسة قام بها أوستن وآخرون (2015)، رُصد لومان 16 باستخدام مصفوفة تلسكوب أستراليا المدمج في نطاق موجات الراديو وباستخدام مرصد تشاندرا الفضائي للأشعة السينية في نطاق الأشعة السينية. لم يعثر على أي نشاط أشعة راديوية أو سينية على لومان 16 إيه بي، ما قاد إلى استنتاج وجود قيود على نشاط الأشعة الراديوية والسينية، وهي «أقوى القيود المكتشفة حتى الآن لضوء الأشعة الراديوية والسينية لأي قزم فائق البرودة».